# María Trinidad Sánchez
María Trinidad Sánchez är en provins i den norra delen av Dominikanska republiken, med kust mot Atlanten. Provinsen har cirka 157 000 invånare. Den administrativa huvudorten är Nagua. Provinsen fick sitt namn efter María Trinidad Sánchez.

## Administrativ indelning
Provinsen är indelad i de fyra kommunerna Cabrera, El Factor, Nagua, Río San Juan.